# Patrick Sangwa
Patrick Sangwa (7 juli 1973) is een Burundees-Belgisch voetbalcoach.

## Carrière
Sangwa coachte in Burundi verschillende clubs op het hoogste niveau. In het begin van de jaren 2000 verhuisde hij naar België. Daar coachte hij verschillende jeugdploegen, alvorens in 2017 hoofdtrainer te worden van de Luikse derdeprovincialer FC Esneux. In 2019 werd hij hoofdtrainer van FC Herstal, de club waar hij op dat moment ook actief was als jeugdtrainer.
In februari 2023 werd Sangwa, die in het seizoen 2021/22 nog de eindronde voor promotie naar de Tweede afdeling had gehaald, ontslagen bij Herstal. Diezelfde maand nog werd aangekondigd dat Sangwa de assistent van bondscoach Etienne Ndayiragije werd bij Burundi. Ook nog in diezelfde maand raakte bekend dat Sangwa vanaf het seizoen 2023/24 de hoofdtrainer van Aywaille FC, een reeksgenoot van Herstal, zou worden. Sangwa eindigde in zijn debuutseizoen als trainer van Aywaille derde in de Derde afdeling ACFF B, waarna de club via de eindronde promotie afdwong naar de Tweede afdeling.
Een klein jaar na zijn vertrek bij de nationale ploeg van Burundi werd Sangwa aangesteld als bondscoach van het land. Sangwa bleef weliswaar ook op post bij Aywaille.